# Gustavo Testa
Gustavo Testa, italijanski rimskokatoliški duhovnik, škof in kardinal, * 28. julij 1886, Boltierre, † 28. februar 1969.

## Življenjepis
28. oktobra 1886 je prejel duhovniško posvečenje.
4. junija 1934 je bil imenovan za naslovnega nadškofa Amasee in za apostolskega delegata v Egiptu; 1. novembra istega leta je prejel škofovsko posvečenje.
Pozneje je postal apostolski delegat v Jeruzalemu in Palestini (11. februar 1948) in apostolski nuncij v Švici (6. marec 1954).
Leta 1959 se je vrnil v Rimsko kurijo kot uradnik.
14. decembra 1959 je bil povzdignjen v kardinala in imenovan za kardinal-duhovnika S. Girolamo dei Croati (degli Schiavoni).
2. avgusta 1962 je postal tajnik in 15. avgusta 1967 prefekt Kongregacije za vzhodne cerkve; upokojil se je 13. januarja 1968.